# Orbital Sciences Corporation
Orbital Sciences Corporation (in sigla: OSC, a cui ci si riferisce informalmente come Orbital) è stata una società americana specializzata nella produzione e lancio di satelliti.
Fu fondata nel 1982 da David Thompson, Bruce Ferguson e Scott Webster.
La sua sezione Launch Systems Group era fortemente coinvolta nel National Missile Defense, coordinamento dei sistemi antimissile statunitensi.
Orbital precedentemente possedeva ORBIMAGE (ora chiamata GeoEye) e la linea Magellan dei ricevitori GPS, ma successivamente vendette queste attività, l'ultima alla Thales Alenia Space.
Aveva sede a Dulles (Virginia), facente parte dell'area metropolitana di Washington negli Stati Uniti.
Sin dall'inizio della sua attività effettuò 569 lanci, con altri 82 programmati nel 2015; costruì 174 satelliti ed altri 24 vennero completati nel 2015.
Nel 2015 Orbital Sciences Corporation ed alcune divisioni di Alliant Techsystems hanno portato alla costituzione di Orbital ATK

## Gruppi
- Space Systems Group
- Launch Systems Group
- Advanced Programs Group
- Technical Services Division

## Siti di costruzione
- Dulles (Virginia)
- Chandler (Arizona)
- Contea di Orange (California)
- Beltsville (Maryland)
- Greenbelt, Maryland
- Vandenberg Air Force Base, California
- Wallops Flight Facility, Virginia (in costruzione)
- Gilbert (Arizona)

## Incidenti
Il 28 ottobre 2014 un razzo Antares, carico di rifornimenti e di strumenti, diretto alla ISS è esploso durante il decollo.

## Prodotti di Orbital

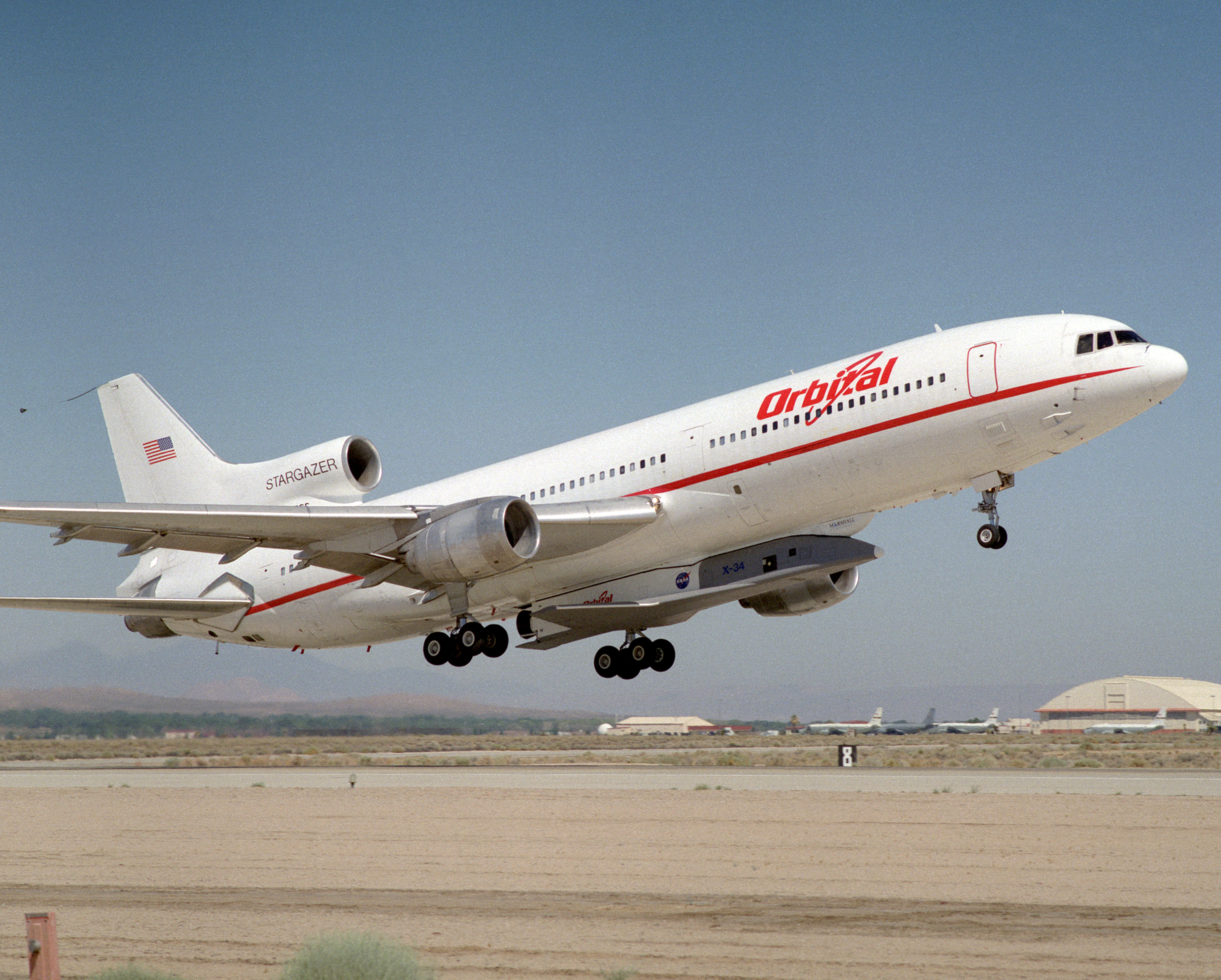
Il veicolo X-34 portato da un L-1011

### Rifornimento per la Stazione spaziale internazionale
- Commercial Orbital Transportation Services (COTS) Missione dimostrativa di rifornimento verso la ISS: il debutto del Cygnus (veicolo spaziale) e del relativo vettore Antares è previsto entro il 2012.
- Commercial Resupply Services (CRS) La Orbital ha siglato un contratto da 1,9 miliardi di dollari con la NASA per 8 missioni di rifornimento verso la ISS da effettuarsi con il Cygnus/Antares[3]

### Programma NASA Constellation
- Launch Abort System (LAS) per la capsula Orion

### Veicoli di lancio satellitari
- Minotaur Vettore per satelliti a combustibile solido
- Pegasus Lanciatore dotato di ali componente di un sistema di lancio espandibile
- Taurus Lanciatore a combustibile solido a quattro stadi
- Minotaur IV,versione civile per il lancio di satelliti del LGM-118 Peacekeeper
- Minotaur V, versione civile per il lancio di satelliti a cinque stadi del LGM-118 Peacekeeper
- Antares Vettore a due/tre stadi cherosene/ossigeno - solido - ipergolico

### Veicoli sperimentali
- X-34 Lanciatore dimostrativo riusabile
- DART (satellite)
- Hyper-X
- Orbital Space Plane

### Veicoli sistemi di difesa missilistici e veicoli bersaglio balistici
- Ground-Based Midcourse Defense (GMD) Orbital Boost Vehicle (OBV) per la Missile Defense Agency (MDA) degli Stati Uniti
- Kinetic Energy Interceptor (KEI)
- GQM-163A Coyote
- Target Test Vehicle (TTV)
- Minotaur II
- Minotaur III

### Satelliti geostazionari
Piattaforma STAR 2
Nei suoi impianti di Dulles la Orbital costruisce satelliti di medie dimensioni basati sulla piattaforma proprietaria STAR 2. Entrambi i carichi paganti del lancio di Ariane 5 avvenuto nel settembre 2007 - Optus D2 ed Intelsat-11 - erano basati sulla piattaforma STAR 2.
- IndoStar-1
- BSAT-2a
- BSAT-2b
- BSAT-2c
- N-Star c
- Galaxy 12
- Galaxy 14
- Galaxy 15
- TELKOM-2

- Optus D1
- Optus D2
- Optus D3
- Intelsat-11
- Horizons-2
- Thor 5
- AMC-21
- MEASAT-3a
- NSS-9

- Intelsat-15
- Intelsat-16
- Intelsat-18
- Koreasat-6
- Intelsat-16
- New Dawn
- AMC-5R
- FM-1
- FM-2
- Intelsat-23 (in produzione)

### Satelliti in orbita bassa
- GALEX
- SORCE
- DART
- AIM
- OCO (lancio fallito)
- OCO2 (in sviluppo)
- GLORY (lancio fallito)
- ORBCOMM Fleet
- FORMOSAT-3/COSMIC
- NuSTAR
- OrbView-3
- Space Technology 8 (ST8) (in sviluppo)
- GEMS (in sviluppo)
- LDCM (in produzione)

### Sonde planetarie
- Dawn
- IBEX

### Nazioni clienti
- Australia
- Azerbaigian
- Francia
- Indonesia
- Giappone
- Corea del Sud
- Malaysia
- Paesi Bassi
- Norvegia
- Pakistan
- Filippine
- Taiwan
- Stati Uniti